# Plataplochilus miltotaenia
Plataplochilus miltotaenia är en fiskart som beskrevs av Lambert, 1963. Plataplochilus miltotaenia ingår i släktet Plataplochilus och familjen Poeciliidae. IUCN kategoriserar arten globalt som sårbar. Inga underarter finns listade i Catalogue of Life.